# The Talk of the Town
The Talk of the Town (prt: O Assunto do Dia; bra: E a Vida Continua) é um filme estadunidense de 1942, do gênero comédia dramático-romântica, realizado por George Stevens, com argumento de Irwin Shaw, Sidney Buchman e Dale Van Every.

## Sinopse
Quando uma fábrica de tecidos pega fogo, Andrew Holmes (Charles Dingle), o dono, diz que o incêndio foi de origem criminosa e acusa Leopold Dilg (Cary Grant), o seu empregado e activista político, de ser o responsável. Dilg é preso por incêndio premeditado e assassinato, pois um homem está desaparecido.
O réu é inocente, mas durante o julgamento sente que será condenado. Desta forma assim que tem uma hipótese foge e acaba por ir pedir ajuda para Nora Shelley (Jean Arthur), por quem desde a juventude sentia uma paixão. Acontece que Nora alugara para Michael Lightcap (Ronald Colman), um importante advogado, a casa onde Leopold pretendia esconder-se. Nora acreditava que Lightcap chegaria no dia seguinte, mas chega naquela noite, debaixo de uma chuva torrencial.
Nora tenta livrar-se dele, alegando que a casa não está pronta, mas não consegue. Dilg não pôde ir embora, pois tinha-se magoado na fuga, e assim ela esconde-o no sótão e arruma um pretexto para passar a noite ali. Deste momento em diante os acontecimentos tomam um rumo inesperado. 

## Elenco
- Cary Grant (Leopold Dilg)
- Jean Arthur (Nora Shelley)
- Ronald Colman (Prof. Michael Lightcap)
- Edgar Buchanan (Sam Yates)
- Glenda Farrell (Regina Bush)
- Charles Dingle (Andrew Holmes)
- Emma Dunn (Sra. Shelney)
- Rex Ingram (Tilney)
- Leonid Kinskey (Jan Pulaski)
- Tom Tyler (Clyde Bracken)
- Lloyd Bridges
- Robert Walker

## Prémios e nomeações
| Premiação  | Categoria                | Recipiente                                 | Resultado |
| ---------- | ------------------------ | ------------------------------------------ | --------- |
| Oscar 1943 | Melhor filme             | Columbia Pictures (prod.)                  | Indicado  |
| Oscar 1943 | Melhor roteiro           | Sidney Buchman, Irwin Shaw                 | Indicado  |
| Oscar 1943 | Melhor história original | Sidney Harmon                              | Indicado  |
| Oscar 1943 | Melhor edição            | Otto Meyer                                 | Indicado  |
| Oscar 1943 | Melhor fotografia        | Ted Tetzlaff                               | Indicado  |
| Oscar 1943 | Melhor direção de arte   | Lionel Banks, Rudolph Sternad, Fay Babcock | Indicado  |
| Oscar 1943 | Melhor trilha sonora     | Frederick Hollander, Morris Stoloff        | Indicado  |